# 乙卯の倭変
乙卯の倭変（いつぼうのわへん、ウルミョウェビョン、朝鮮語: 을묘왜변）または乙卯達梁倭変（いつぼうたつりょうわへん、タルリャンウェビョン、朝鮮語: 달량왜변）は、1555年（朝鮮明宗10年）5月30日（旧暦5月11日）から7月15日（旧暦6月27日）までの間に、日本の海賊（倭寇）によって李氏朝鮮の全羅道（現・全羅南道）海岸の海南郡・霊岩郡・康津郡・珍島郡・莞島郡等が陥落された事件。
1555年（明宗10）5月初め、五島列島を根拠地としていた明人王直らの日本の海賊集団は船70隻に全羅南道沿岸地方を襲って、海南の達梁城・於蘭浦を奇襲攻撃し、続いて珍島の金甲・南桃などの堡壘を奇襲攻撃、軍と住民を全員虐殺し燃やしており、民家を略奪し放火して海南、霊岩、珍島一帯を焦土化に作った後長興、康津にも侵入した。5月13日、日本の海賊たちは於蘭浦、長興、康津、珍島などを陥落させた。
この時、加里浦水軍僉使李世麟の報告を受けて全羅道兵馬節度使元積は長興府使韓蘊、霊岩郡守李徳堅などと一緒に軍を率いて霊岩郡達梁浦に出戦したが、むしろ日本の海賊に包囲されて元積と韓蘊は海賊に降伏したが殺害され、李徳堅は降伏するふりをして脱出した。全羅道兵馬節度使指揮下の軍が全滅にすると侵入した日本の海賊の略奪、放火を防ぐことができなかった。政府は急いで李光軾に兵力を与え南道に降りた。李光軾は珍島、海南などの海岸に入ってくる、日本の海賊と交戦した。当時羅州を経て北上する他の日本海賊は羅州で李欽礼によって撃退された。
しかし、日本の海賊を退治できず、このため朝鮮政府は戸曹判書李浚慶を都巡察使、金慶錫・南致勲を防禦使に任命し全州府尹李允慶を派遣して、霊岩で日本の海賊を追い払った。禁軍など漢城府の精鋭軍士を動員し、同時に散職軍官と閑良・公私奴・仏教僧などを強制的に徴集した。同時に戸曹判書李浚慶を全羅道都巡察使、金慶錫・南致勲を左道・右道防禦使に任命し、敵を討伐させ、釜山浦の日本人たちも全て出国させ、釜山三浦地域の日本人たちの呼応を遮断し、侵入した日本の海賊の進攻を防ぐように慶尚道と忠清道にも、それぞれの将軍を追加派遣した。
支援軍が到着すると全州府尹李潤慶が軍を率いて霊岩に行き、南致勲の軍と力を合わせて、5月25日霊岩の海岸で日本人の海賊を撃破して勝利した。日本の海賊は撤退する際に鹿島を襲撃したのに続いて、6月27日済州島を襲撃したが、上陸した日本の海賊を済州牧使金秀文が軍を率いて討伐した。
その年10月に対馬島主宗義調は、これらの全羅南道の海岸を襲った海賊の一部を探し出し、これらの首を切って謝罪し、代わりに貿易船の増加を要請した。朝鮮政府はこれを了承し、貿易船5隻を増加させた。しかし、これを契機として朝鮮政府は一時的機関である備辺司を常設組織に昇格させた。